# Акчурин, Сергей Васильевич
Серге́й Васи́льевич Акчу́рин (сентябрь 1722 — 19 (30) декабря 1790) — российский государственный деятель, сенатор, обер-прокурор Св. Синода.

## Биография
Родился в семье секретаря канцелярии строений В. Г. Акчурина в сентябре 1722 года. После обучения в академической гимназии, поступил на службу в коллегию иностранных дел и в 1754 году состоял переводчиком сначала коллегии, а затем конференции и секретарём последней с чином майора.
Произведённый в 7-й класс, Акчурин был назначен для дипломатической переписки при главнокомандующем армией в Пруссии графе Салтыкове и А. Б. Бутурлине. При последнем он играл большую роль, являясь его правой рукой. Между прочим, Акчурин производил в 1761 году допрос генералу Тотлебену, которого после допроса Бутурлин отправил арестованным в Петербург.
Когда Шувалов назначал Акчурина секретарём конференции, Бутурлин писал графу M. И. Воронцову: «Нужнейшего мне человека отнимают. Покорно ваше сиятельство прошу в милостивое принять рассмотрение, что ему все секретнейшие дела, азбуки, сочинение реляций ко двору и корреспонденция иностранная поручены, от которых я Веселицкого отрешить принужден был по старости его и неосторожности. Ибо при переходе моём через Одер небрежением его цидулка, содержание которой при сем прилагаю, на столе в секретной канцелярии хозяином дома найдена и к королю отослана, но австрийцами перехвачена». Из этого видно, что Акчурин выделялся из среды окружавших Бутурлина в прусском походе.
Тонкость и проницательность ума в Акчурине ценились и Екатериной II, поручившей ему исправление должности обер-прокурора Святейшего Синода, в которой он утверждён был в 1775 году указом 20 июля, имея чин действительного статского советника.
Согласно указу Екатерины II от 28 мая 1781 года Сергей Васильевич был обязан предоставлять ежегодный финансовый отчёт сенатскому обер-прокурору. Её же повелением от 5 июля 1781 года он должен был объявить Святейшему Синоду о том, чтобы церковные власти на местах не допускали пострига в монашество молодых женщин и тем более молодых девиц. В ту пору императрица обычно направляла свои указы непосредственно Синоду, минуя обер-прокуроров, из-за чего их влияние на Синод было ограничено.
Сергей Васильевич Акчурин старался сохранять добрые отношения с влиятельными архиереями.
28 июня 1786 года без объяснения причин был уволен Екатериной II от должности, назначен сенатором (в IV департаменте) и возведён в чин тайного советника. Ему были пожалованы орден Святой Анны и деревня.